# Não-Me-Toque (gemeente)
Não-Me-Toque is een gemeente in de Braziliaanse deelstaat Rio Grande do Sul. De gemeente telt 16.012 inwoners (schatting 2009).

## Aangrenzende gemeenten
De gemeente grenst aan Carazinho, Colorado, Lagoa dos Três Cantos, Santo Antônio do Planalto en Victor Graeff.